# مع الرمضاني
مع الرمضاني هو برنامج تلفزيوني سياسي يعرض على القناة الثانية المغربية مساء كل يوم أحد ويقدمه رضوان الرمضاني، في نصف ساعة يحاور الرمضاني ضيفا حول مجال اشتغاله ويعلق على أحداث الأسبوع في جو أكثر جرأة وعلى طريقته التي اشتهر بها. 